# Ogień ostatniej bitwy
Ogień ostatniej bitwy – piąty albumu studyjny zespołu Honor, wydany w 1998 roku przez wytwórnię Fan Records. W 2004 wydano nową, anglojęzyczną wersję płyty, na której umieszczono dodatkowe dwa utwory instrumentalne.

## Lista utworów
1. „By się ostatnim śmiać” – 2:58
2. „Maska czerwonego mordu” – 4:06
3. „Walcząc o stracone” – 3:56
4. „Wojenny grom” – 3:36
5. „Moje serce bije z prawej strony” – 4:15
6. „Pozory wolności” – 3:56
7. „Naród dla narodu” – 3:21
8. „Źródła rozkładu” – 3:13
9. „Ogień ostatniej bitwy” – 3:20

### Reedycja z 2004 roku
1. „Intro” – 0:53
2. „To Be the Last to Laugh” – 3:00
3. „The Mask of the Red Death” – 4:08
4. „Fighting for the Lost” – 3:56
5. „Thunder of War” – 3:37
6. „My Heart Beats on the Right Side” – 4:15
7. „Sham of Freedom” – 3:55
8. „Nation for Nation” – 3:22
9. „Sources of the Decay” – 3:15
10. „The Fire of the Final Battle” – 3:20
11. „Some day you'll be free” – 5:29

## Twórcy
- Mariusz Szczerski – śpiew
- Olaf Jasiński – gitara elektryczna, gitara basowa
- Jurek Jarecki – perkusja
- Rafał Szurma – gitara